# Yasuko Konoe
Yasuko Konoe, (in giapponese: (近衛甯子 Konoe Yasuko), nata Principessa Yasuko di Mikasa (in giapponese: 甯子内親王 Yasuko Naishinnō) (Tokyo, 26 aprile 1944), è la prima figlia del principe Mikasa e di sua moglie Yuriko. È presidente della Croce rossa giapponese.

## Primi anni di vita e formazione
Yasuko di Mikasa è nata a Tokyo il 26 aprile 1944.
Ha frequentato le scuole primarie e secondarie all'istituto Gakushūin. Si è laureata presso il dipartimento di lingua e letteratura giapponese della facoltà di lettere dell'Università Gakushūin.

## Matrimonio e famiglia
Ha sposato Tadateru Konoe il 16 dicembre 1966. Al momento del suo matrimonio, ha lasciato la famiglia imperiale del Giappone e ha preso il cognome del marito. Tadateru Konoe è il fratello minore dell'ex primo ministro Morihiro Hosokawa e nipote adottativo (ed erede) dell'ex primo ministro Fumimaro Konoe. Attualmente è presidente della Società della croce rossa giapponese. Hanno un figlio, Tadahiro, nato il 18 luglio 1970. Attraverso Tadahiro e sua moglie, Keiko Kuni (sposata il 10 aprile 2004), ha tre nipoti: due maschi e una femmina.